# سول هاريس
سول هاريس (بالإنجليزية: Sol Harris)‏ هو مخرج بريطاني، ولد في 19 مارس 1990 في كانتربيري في المملكة المتحدة.

## وصلات خارجية
- سول هاريس على موقع IMDb (الإنجليزية)